# Zhongtan Lu
Zhongtan Lu (chiń. 中潭路站) – stacja początkowa metra w Szanghaju, na linii 3 i 4. Zlokalizowana jest pomiędzy stacjami Shanghai Huochezhan i Zhenping Lu. Została otwarta 26 grudnia 2000.